# Liste der Biografien/Werw
Liste der Biografien |
Portal Biografien |
Personensuche
# |
A |
B |
C |
D |
E |
F |
G |
H |
I |
J |
K |
L |
M |
N |
O |
P |
Q |
R |
S |
T |
U |
V |
W |
X |
Y |
Z |
?
 
Wa |
Wc |
Wd |
We |
Wh |
Wi |
Wj |
Wl |
Wn |
Wo |
Wr |
Ws |
Wt |
Wu |
Ww |
Wy |
Wz
 
Wea |
Web |
Wec |
Wed |
Wee |
Wef |
Weg |
Weh |
Wei |
Wej |
Wek |
Wel |
Wem |
Wen |
Weo |
Wep |
Wer |
Wes |
Wet |
Weu |
Wev |
Wew |
Wex |
Wey |
Wez
 
Wera |
Werb |
Werc |
Werd |
Were |
Werf |
Werg |
Werh |
Weri |
Werj |
Werk |
Werl |
Werm |
Wern |
Wero |
Werp |
Werr |
Wers |
Wert |
Weru |
Werv |
Werw |
Wery |
Werz
Die Liste der Biografien führt alle Personen auf, die in der deutschsprachigen Wikipedia einen Artikel haben. Dieses ist eine Teilliste mit 5 Einträgen von Personen, deren Namen mit den Buchstaben „Werw“ beginnt.

## Werw

### Werwa
- Werwath, Alexandra (* 1993), deutsche Politikerin (Bündnis 90/Die Grünen)Alexandra Werwath (* 1993)

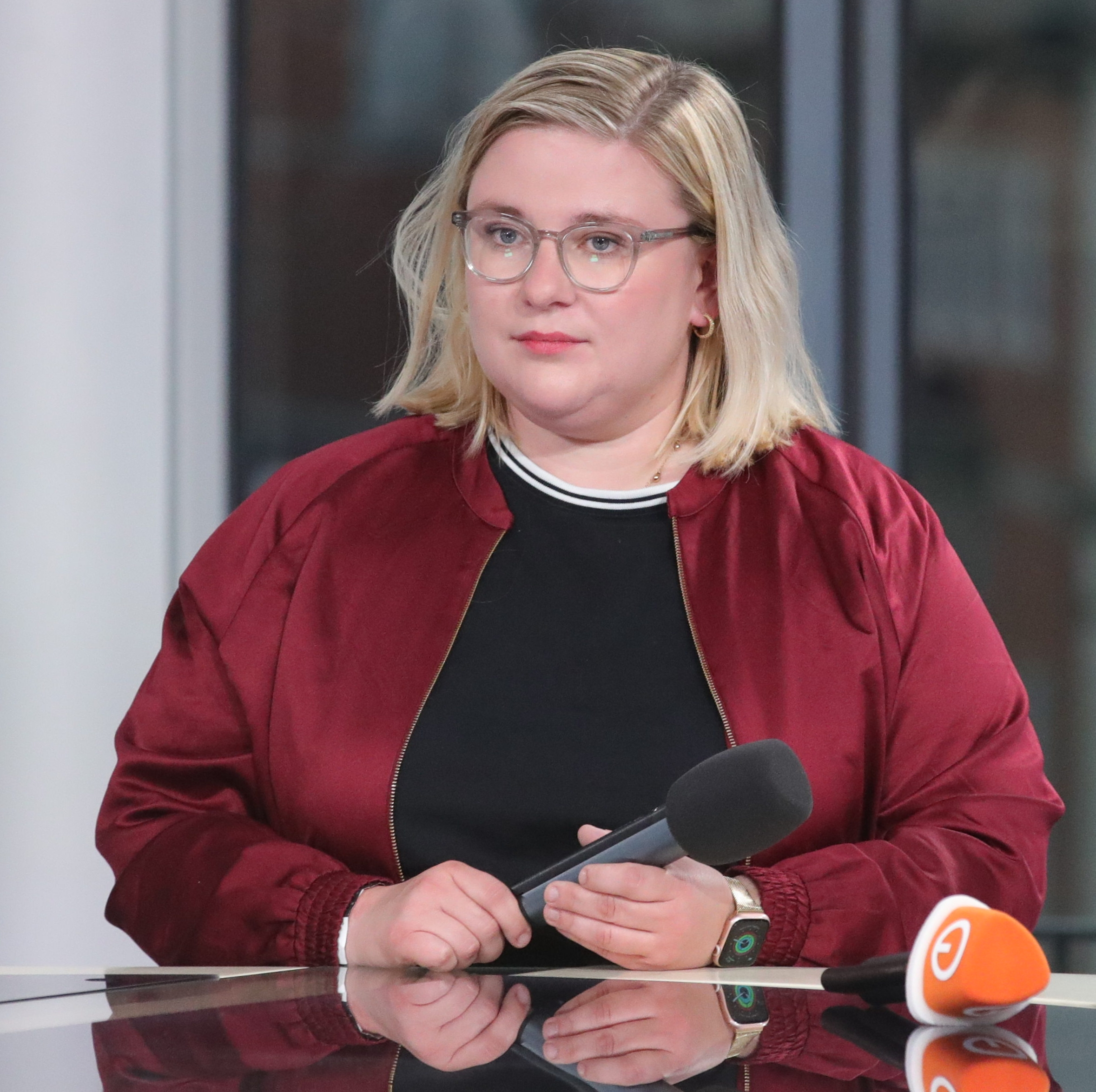
Alexandra Werwath (* 1993)

### Werwe
- Werweikin, Andrei (* 1966), kasachischer Skispringer

### Werwi
- Werwie, Melanie, deutsche Filmeditorin
- Werwigk-Hertneck, Corinna (1952–2023), deutsche Politikerin (FDP)
- Werwigk-Schneider, Renate (* 1938), deutsche Medizinerin und Opfer der SED-Diktatur